# منشأة الأمير (الشرقية)
قرية منشاة الأمير هي إحدى القرى التابعة لمركز أولاد صقر في محافظة الشرقية في جمهورية مصر العربية. حسب إحصاءات سنة 2006، بلغ إجمالي السكان في منشاة الأمير 5149 نسمة، منهم 2641 رجل و2508 امرأة.